# Beed
Beed (auch Bid, Bir, Bhir; Marathi: बीड Bīḍ [biːɖ], Urdu: بیڑ Bīṛ [biːɽ]) ist eine Stadt im indischen Bundesstaat Maharashtra mit rund 146.000 Einwohnern (Volkszählung 2011).
Sie ist der Verwaltungssitz des Distrikts Beed. In den 1990er Jahren gab es aufgrund der verschiedenen Schreibweisen Überlegungen die Stadt in ihren ehemaligen Namen Champavatinagar umzubenennen.
Die Frühgeschichte der Stadt liegt im Dunkeln. Historiker spekulieren aufgrund archäologischer Funde, dass der Ort zwischen 1173 und 1317 von einem Yadava-Herrscher aus Devagiri (heute: Daulatabad) gegründet wurde. Beed war bis 1956 Teil des Fürstenstaates Hyderabad. Durch die Neuordnung der indischen Bundesstaaten 1956 kam es Staat Bombay. Als dieser 1960 geteilt wurde, wurde Beed zu einem Teil des Bundesstaates Maharashtra.

## Geographie und Klima

### Geographie
Beed liegt im Hochland von Dekkan am Ufer des Flusses Bendsura (auch Bindusara genannt), der ein Nebenfluss des Godavari ist. Der Bendsura entspringt 30 km südwestlich von Beed in dem Gebirgszug Balaghat in der Nähe des Ortes Waghira. Der Fluss teilt die Stadt in einen kleinen östlichen und einen großen westlichen Teil. Das Gelände südlich und östlich der Stadt ist durch die Ausläufer des Balaghat-Gebirges leicht hügelig. Der überwiegende Teil der Stadt liegt in der Flussebene.

### Klima
Das Klima hat einen Zyklus, der von heißen Sommern, kühlen Wintern und der Monsunzeit bestimmt wird. Die Sommer dauern von Mitte Februar bis Juni. Die Temperaturen liegen dabei zwischen 31 °C bis 42 °C. Der Mai ist mit einer Durchschnittstemperatur von 42 °C der heißeste Monat im Distrikt. Zwischen Juni und September liegt die Monsunzeit. In diesen Monaten gibt es sowohl die meisten Regentage als auch Niederschläge. Durchschnittlich gibt es 41 Regentage pro Jahr. Aufzeichnungen vom 17. August 1887 belegen eine Niederschlagsmenge von 191,8 mm in 24 Stunden. Der Winter ist kurz und trocken. In dieser Jahreszeit liegen die durchschnittlichen Temperaturen zwischen 12 °C und 20 °C. Bei einer Kaltfront aus dem Norden können die Temperaturen nachts bis auf 3 °C fallen.

## Sehenswürdigkeiten
Kankaleshwar-Tempel:
Der Tempel ist das wahrscheinlich älteste Gebäude der Stadt. Historiker sind sich über das Alter des Tempels nicht einig. Der Baustil lässt vermuten, dass er während der Yadava-Dynastie erbaut wurde. Wahrscheinlich während der Regierungszeit von Singhana II. (1210–1247), der auch Daulatabad gründete. Der Tempel, dessen Design den Höhlentempeln von Ellora ähnelt, befindet sich in der Mitte eines künstlichen Sees im östlichen Teil der Stadt. In die Steine sind zahlreiche Menschen und Götter gemeißelt.
Jama-Masjid-Moschee:
Den Bau der Moschee veranlasste im Jahr 1627 Jan Sipar Khan, ein Beamter des Großmoguls Jahangir. Sie gehört zu den größten Moscheen in Beed und befindet sich im Stadtzentrum. Insgesamt besitzt sie drei große Kuppeln und vier Minarette.
Khandoba-Tempel:

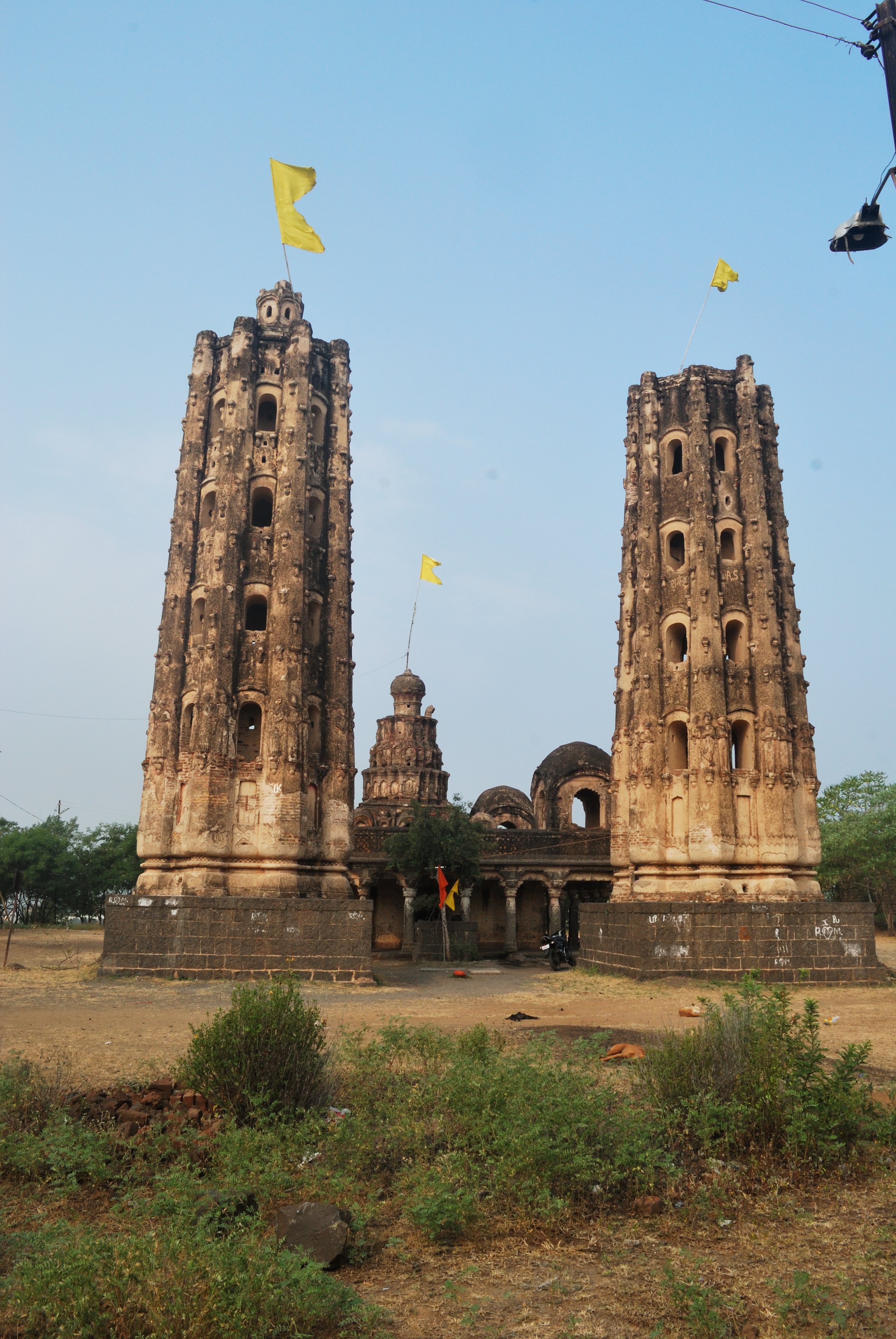
Khandoba-Tempel

Der im Hemadpanthi-Stil erbaute Tempel liegt im östlichen Teil der Stadt auf einem Hügel. Er gilt als Symbol der Stadt. Zwei symmetrische achteckige Türme mit einer Höhe von 21,33 Metern, die Türme des Lichts genannt werden, befinden sich vor dem Tempel. In die Türme sind eine Vielzahl von Figuren gemeißelt, die sich in einem schlechten Zustand befinden.